# Chromodes
Chromodes é um gênero de mariposa pertencente à família Crambidae.